# Fiskerton (Lincolnshire)
Fiskerton – wieś w Anglii, w hrabstwie Lincolnshire, w dystrykcie West Lindsey. Leży 12 km na wschód od Lincoln i 192 km na północ od Londynu.
Miejscowość liczy 1000 mieszkańców.